# Системне захворювання
Системне захворювання – це захворювання, яке уражає низку органів і тканин або організм у цілому.  Воно відрізняється від локалізованого захворювання, тобто захворювання, що уражає лише частину тіла (наприклад, виразка ротової порожнини).

## Приклади
- Мастоцитоз, включаючи синдром активації тучних клітин та еозинофільний езофагіт
- Синдром хронічної втоми
- Системний васкуліт, наприклад системний червоний вовчак, вузликовий періартеріїт
- Саркоїдоз – захворювання, яке вражає переважно легені, мозок, суглоби та очі, найчастіше зустрічається у молодих афроамериканок.
- Гіпотиреоз – коли щитоподібна залоза виробляє занадто мало тиреоїдних гормонів.
- Цукровий діабет – дисбаланс рівня глюкози (цукру) в крові.
- Фіброміалгія
- Синдром Елерса-Данлоса - спадкове захворювання сполучної тканини з кількома підкатегоріями
- Надниркова недостатність – коли надниркові залози не виробляють достатньо стероїдних гормонів
- Целіакія – аутоімунне захворювання, спровоковане вживанням глютену, яке може вражати кілька органів і викликати різноманітні симптоми, або протікати зовсім безсимптомно. [1]
- Неспецифічний виразковий коліт – запальне захворювання кишечника
- Хвороба Крона – запальне захворювання кишечника
- Артеріальна гіпертензія (високий кров'яний тиск)
- Метаболічний синдром
- СНІД – хвороба, спричинена вірусом, який порушує імунний захист організму.
- Хвороба Грейвса – захворювання щитоподібної  залози, найчастіше у жінок, яке може спричинити зоб (припухлість передньої частини шиї) та випинання очей.
- Системний червоний вовчак – захворювання сполучної тканини, що вражає переважно шкіру, суглоби та нирки.
- Ревматоїдний артрит – запальне захворювання, яке вражає переважно суглоби. Але також може вражати шкіру, очі, легені та рот людини.
- Атеросклероз – ущільнення артерій
- Серпоподібноклітинна анемія – спадкове захворювання крові, яке може блокувати кровообіг в організмі, вражаючи переважно людей із країн на південь від Сахари.
- Міастенія
- Системна склеродермія
- Синдром Шегрена - аутоімунне захворювання, яке вражає переважно слізні та слинні залози, але також впливає на інші органи, такі як легені, нирки, печінка та нервова система.

## Діагностика
Регулярне обстеження очей може зіграти значну роль у виявленні ознак деяких системних захворювань.  «Око складається з багатьох різних типів тканин. Ця унікальна особливість робить око сприйнятливим до широкого спектру захворювань, а також забезпечує уявлення про багато систем організму. Майже будь-яка частина ока може дати важливі підказки для діагностики системних захворювань. Ознаки системного захворювання можуть бути очевидними на зовнішній поверхні ока (повіки, кон’юнктива та рогівка), середній частині ока та в задній частині ока (сітківка)». 
З 500-тих років до нашої ери деякі дослідники вважали, що фізичний стан нігтів на руках і ногах може свідчити про різні системні захворювання. Ретельний огляд нігтів на руках і ногах може дати ключ до основних системних захворювань, оскільки було виявлено, що деякі захворювання викликають порушення процесу росту нігтів. Нігтьова пластина - це твердий кератиновий покрив нігтя. Нігтьова пластина утворена матрицею нігтя, розташованою безпосередньо під кутикулою. Коли ніготь росте, ділянка, найближча до зовнішнього світу (дистальна), утворює глибші шари нігтьової пластини, тоді як частина матриці нігтя глибше всередині пальця (проксимальна) утворює поверхневі шари. Будь-яке порушення процесу росту може призвести до зміни форми та текстури нігтя.
Наприклад, ямки нігтя виглядають як поглиблення на твердій частині нігтя. Ямкування нігтів пов’язане з псоріазом, і вражає 10–50% пацієнтів із цим захворюванням.  Ямкування нігтів також може бути спричинене різними системними захворюваннями, включаючи реактивний артрит та інші захворювання сполучної тканини, саркоїдоз, пухирчатку, гніздову алопецію.  Оскільки виїмки спричинені дефектним шаруванням поверхневої нігтьової пластини проксимальним матриксом нігтя, будь-який локалізований дерматит (наприклад, атопічний дерматит або хімічний дерматит), який порушує впорядкований ріст у цій ділянці, також може спричинити ямкування. 